# Lišovský práh
Lišovský práh (též Rudolfovská hrásť nebo Rudolfovský hrást) je geomorfologický podcelek a pahorkatina v západní části Třeboňské pánve, kterou odděluje od pánve Českobudějovické. Má rozlohu 212 km².

## Geologie a geomorfologie
Má podobu asymetrické hrástě omezené na západě a na východě zlomy (jjz. pokračování poruchového pásma blanické brázdy) a na severu a jihu zakončené tektonicky podmíněnými sníženinami. Jeho nejvyššími vrcholy jsou Baba (583 m) u Rudolfova, Klauda (576 m), Hlincová hora (571 m), Větrník (568 m) u Lišova, Dlouhý vrch (551 m) u Dubičného, U Kazu (548 m), Kantorova hora (537 m) u Jelma, Vávra (526 m) u Červeného Újezdce, Račice (508 m) u Hosína a Dunajovická hora (505 m) u Dunajovic. Erozně-denudační reliéf Lišovského prahu s relativními výškovými rozdíly 50 až 100 m, jenž se prudce zvedá nad Českobudějovickou pánví, se nápadně podobá reliéfu okolních pahorkatin (Písecká na S a Stropnická na J), mezi nimiž tvoří přirozené pojítko.
Geologicky náleží Lišovský práh k šumavskému moldanubiku. Na západním okraji Lišovského prahu, mezi Vidovem a Velechvínem, se v pruhu středně zrnitých biotitických pararul (pestrá serie českokrumlovská) v délce 13 km táhne Rudolfovský rudní revír s výskytem stříbra, sfaleritu, galenitu a u Dobré Vody také zlata. Tyto rudy jsou uloženy buď v mylonitech poruchového pásma nebo častěji v žilovině, tvořené na okrajích revíru karbonáty (kalcit, dolomit, ankerit) a ve střední části revíru je nejhojnější žilovinou křemen. Na severu a severozápadě jsou pararuly ohraničeny mezozoikem Třeboňské a Českobudějovické pánve a tektonicky jsou omezeny proti kře permokarbonu (permské pískovce, jílovce a slepence blanické brázdy). Sever Lišovského prahu tvoří granitoidy moldanubického plutonu ševětínského a mrákotínského typu. Součástí Lišovského prahu je dále protáhlé těleso tzv. lišovského masivu budované granulity, granulitovými rulami a řadou bazických hornin pestrého minerálního složení. Toto těleso je ohraničeno spojnicí obcí Rudolfov – Hůry – Jelmo – Velechvín – Hůrky – Lišov – Zvíkov, zabírá plochu kolem 40 km² a probíhá jjz.-ssv. směrem. Na východě lišovský masiv hraničí s migmatitickými pararulami jednotvárné série moldanubika.

### Geologický vývoj
Krystalinická hrásť Lišovského prahu byla vyzdvižena ve svrchním pliocénu (po uložení tzv. ledenického souvrství) při výrazném oživení saxonských tektonických pohybů (v oblasti nedalekých Novohradských hor dosahovaly výzdvihy relativních hodnot až přes 800 m). Tím se do té doby jednotná pánev rozdělila na českobudějovickou a třeboňskou. Zároveň bylo přerušeno spojení pánví s Paratethydou na jihu a pánevní oblast je od té doby odvodňována směrem na sever. Následně byla celá oblast zasažena silnou erozní činností.

### Geomorfologické členění
Geomorfologický podcelek Lišovský práh se člení na 2 geomorfologické okrsky a 7 geomorfologických podokrsků.
- Hlubocká pahorkatina
  - Hosínská pahorkatina – Račice 508,6 m
  - Kolenská pahorkatina – U hromady 537,0 m
  - Libníčská pahorkatina – Kamenný vrch 535,2 m
- Dobrovodská pahorkatina
  - Rudolfovská pahorkatina – Baba 583,2 m
  - Štěpánovická pahorkatina – Za polem 504 m
  - Ledenická pahorkatina – Výhon 560,7 m
  - Novoveská kotlina – 500 m

## Vodstvo a podnebí
Vytváří rozvodí Vltavy, Malše a Lužnice. Na Lišovském prahu pramení Dobrovodský potok, Vrátecký potok, Rudolfovský potok, Kyselá voda, Miletínský potok a Lišovský potok. Oproti pánvím je na něm chladněji.

## Příroda
Na Lišovském prahu se nacházejí přírodní památky Kaliště, Ohrazení, Orty a Libnič.

## Osídlení
Na úbočí Lišovského prahu leží města Lišov a Rudolfov, v jeho severozápadním výběžku leží Hluboká nad Vltavou. Z historických památek je to například mohylové pohřebiště na vrchu Vávra.